# Georges Alula
 (novembre 2021).
La mise en forme du texte ne suit pas les recommandations de Wikipédia : il faut le « wikifier ».
Les points d'amélioration suivants sont les cas les plus fréquents. Le détail des points à revoir est peut-être précisé sur la page de discussion.
- Les titres sont pré-formatés par le logiciel. Ils ne sont ni en capitales, ni en gras.
- Le texte ne doit pas être écrit en capitales (les noms de famille non plus), ni en gras, ni en italique, ni en « petit »…
- Le gras n'est utilisé que pour surligner le titre de l'article dans l'introduction, une seule fois.
- L'italique est rarement utilisé : mots en langue étrangère, titres d'œuvres, noms de bateaux, etc.
- Les citations ne sont pas en italique mais en corps de texte normal. Elles sont entourées par des guillemets français : « et ».
- Les listes à puces sont à éviter, des paragraphes rédigés étant largement préférés. Les tableaux sont à réserver à la présentation de données structurées (résultats, etc.).
- Les appels de note de bas de page (petits chiffres en exposant, introduits par l'outil «  Source ») sont à placer entre la fin de phrase et le point final[comme ça].
- Les liens internes (vers d'autres articles de Wikipédia) sont à choisir avec parcimonie. Créez des liens vers des articles approfondissant le sujet. Les termes génériques sans rapport avec le sujet sont à éviter, ainsi que les répétitions de liens vers un même terme.
- Les liens externes sont à placer uniquement dans une section « Liens externes », à la fin de l'article. Ces liens sont à choisir avec parcimonie suivant les règles définies. Si un lien sert de source à l'article, son insertion dans le texte est à faire par les notes de bas de page.
- La présentation des références doit suivre les conventions bibliographiques. Il est recommandé d'utiliser les modèles {{Ouvrage}}, {{Chapitre}}, {{Article}}, {{Lien web}} et/ou {{Bibliographie}}. Le mode d'édition visuel peut mettre en forme automatiquement les références.
- Insérer une infobox (cadre d'informations à droite) n'est pas obligatoire pour parachever la mise en page.

Pour une aide détaillée, merci de consulter Aide:Wikification.
Si vous pensez que ces points ont été résolus, vous pouvez retirer ce bandeau et améliorer la mise en forme d'un autre article.
Pour les articles homonymes, voir Alula.
Georges Alula (Georges Makita Alula) né le 10 juillet 1957, est un entrepreneur et homme politique congolais,.

## Biographie

### Enfance

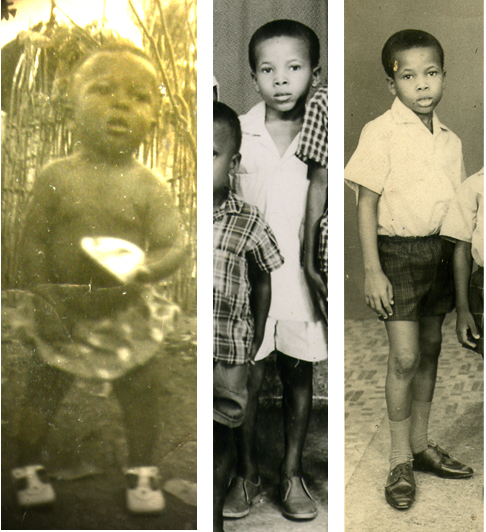
Georges Alula dans les années 1958-64-68 : Basoko (1958, gauche), 1964 après la guerre et 1968 à Kinshasa.

Georges Alula — également connu comme "Théophile Dieudonné" devenu "Makita Kangato" à l'époque de la zaïrianisation, dans les années 1970 sous la présidence de Mobutu Sese Seko — est né le 10 juillet 1957 à Kisangani (anciennement Stanleyville) dans la Province orientale (République démocratique du Congo). Georges est le petit-fils de Raphaël Theodore Alula, infirmier diplômé — dit « docteur » — à Basoko dans la province orientale. Il est l'un des survivants de la guerre de rébellion de 1964 à Kisangani. Il devient orphelin à l’âge de douze ans et demi lorsque sa mère Émilie Victorine Alula décède le 25 mai 1970 à l'âge de 31 ans. Il est l’ainé d'une famille de cinq enfants. Orphelins, Georges et ses frères et sœurs ont été séparés et se sont retrouvés après 18 ans en France.

### Éducation

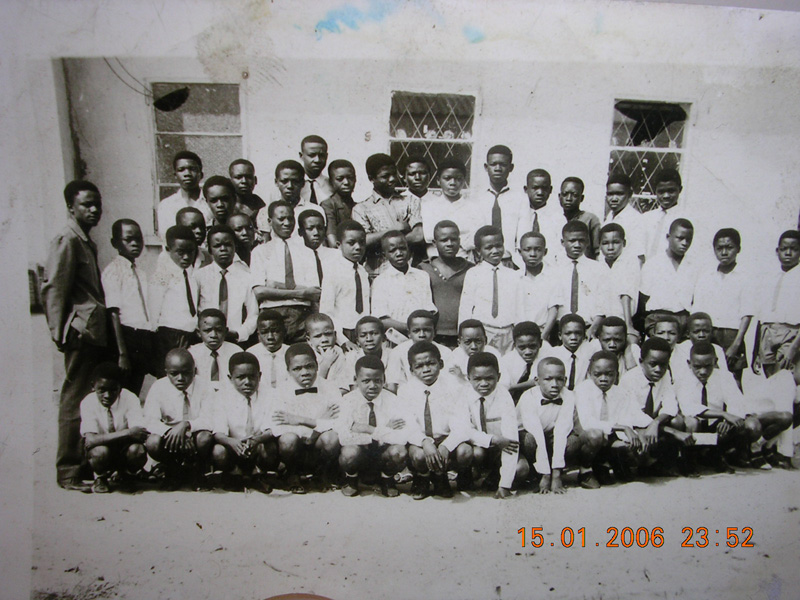
École Saint Gabriel Yolo-Nord 1969-1970 dans la classe de Grade 6, Kinshasa - Zaire

Georges Alula commence ses études à l'école des frères maristes à Kisangani, qu'il a quitté lors de la rébellion Mulele en 1964. Il poursuit ses études primaires à l’école Christ-Roi dans la commune de Kasa-Vubu à Kinshasa. Il termine son école primaire à l'école Saint Gabriel de Yolo-Nord, dans la commune de Kalamu, où il obtient son certificat sélectif. Il poursuit ensuite ses études secondaires à l'institut de la Gombé toujours à Kinshasa où il obtient son baccalauréat.
Puis il part en Belgique où il a complété sa formation par un diplôme de candidat « ingénieur industriel » à l'Institut supérieur industriel de Mons. Il est détenteur d'un diplôme d'ingénieur industriel en Chimie Industrielle de l'Institut supérieur industriel de Bruxelles. Il a un diplôme d'études approfondies (DEA) en chimie moléculaire à l'université de Nancy en France.
Georges est ensuite admis au Centre National de la Recherche Scientifique (CNRS) où il complète son doctorat en pétrochimie à l'université de Metz en 1988. Il détient également un mastère des Grandes Écoles en génie logiciel de l’École nationale supérieure des télécommunications (ENST).[réf. souhaitée]

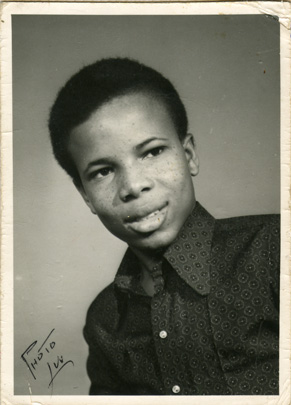
Georges Alula en 1976, Kinshasa - Zaire

## Parcours professionnel
Georges Alula travaille dans le secteur bancaire, la télécommunication, l'industrie automobile ou les services, notamment chez Alcatel Câble, la Société générale et Renault.
Après un accident dû à un éblouissement frontal par les rayons solaires, Georges Alula dépose un brevet aux États-Unis et en Europe pour un système de pare-soleil destiné à l'amélioration de la sécurité des automobilistes.

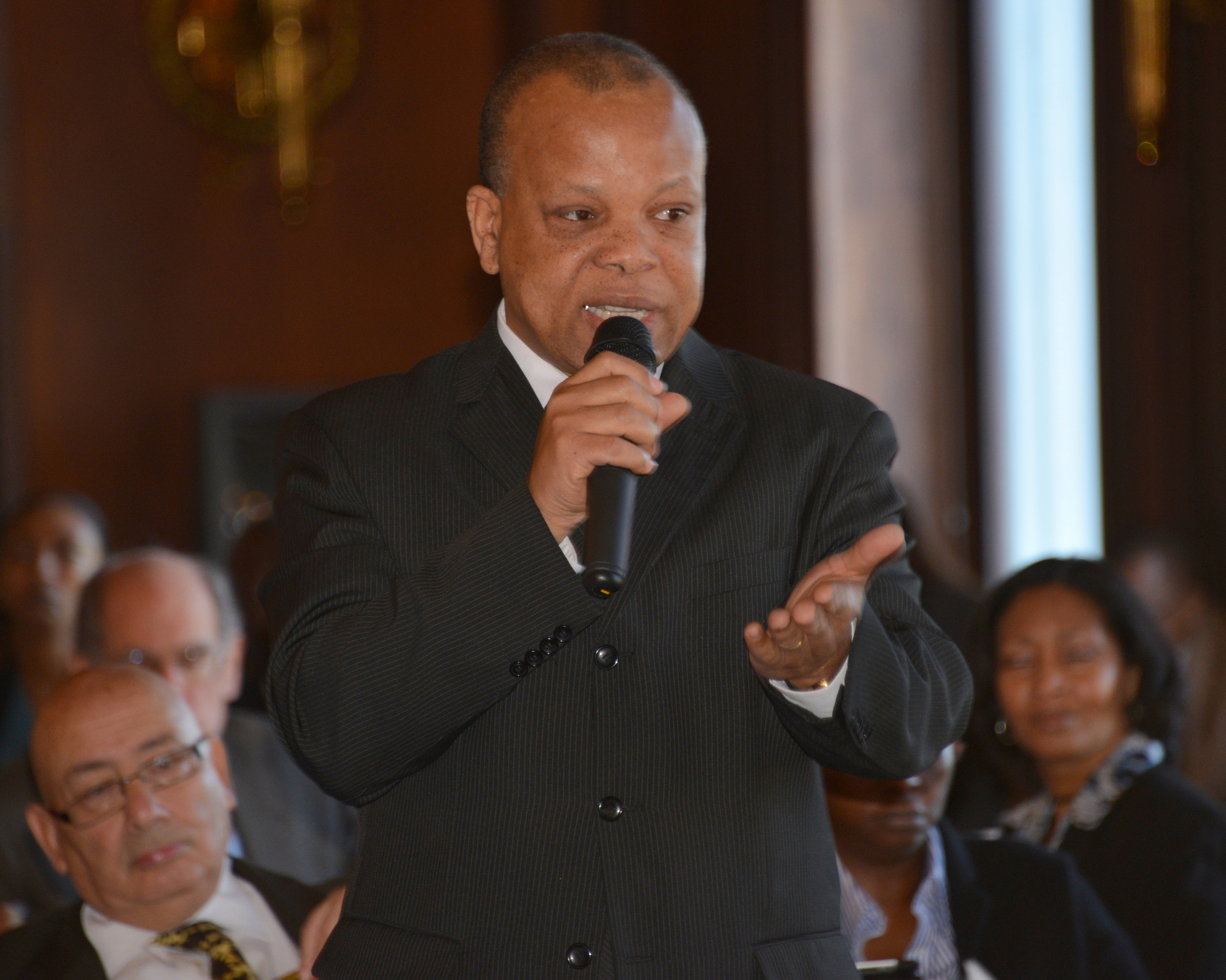
Georges Alula parlant pour le Congo lors du petit déjeuner de l'AGOA au Capitol Hill, Washington - DC, États-Unis

Il émigre aux États-Unis pour introduire son invention sur le marché automobile. Conseillé par son ancien patron chez Renault, Louis Schweitzer, il fonde la société Lupsor System à Delaware aux États-Unis. Lupsor System a signe en 2002 une alliance avec la sociéte Crotty Corporation, un équipementier fabricant des pare-soleils basé dans le Michigan (États-Unis)[réf. souhaitée].